# Samernas Centralorganisation i Finland
Samernas Centralorganisation i Finland, eller Finska Samers Centralorganisation, nordsamiska Suoma Sámiid Guovddášsearvi (SSG), är en intresseorganisation för samer i Finland. 
Samernas Centralorganisation i Finland bildades 1996. Organisationen är medlem i Samerådet.